# Georgiana Zornlin
Georgiana Margaretta Zornlin (* 1800; † 1881) war eine englische Malerin und Schriftstellerin.

## Leben
Sie war die Tochter von John Jacob Zornlin, einem Londoner Händler mit Schweizer Wurzeln, und Elizabeth Alsager, der Schwester des Journalisten Thomas Massa Alsager. Die Schriftstellerin Rosina Zornlin war ihre Schwester. Im Jahr 1821 veröffentlichte sie mit Joseph Netherclift frühe Lithographien von Christchurch in Dorset.
In den 1820er Jahren war sie eine Schülerin von Benjamin Robert Haydon.

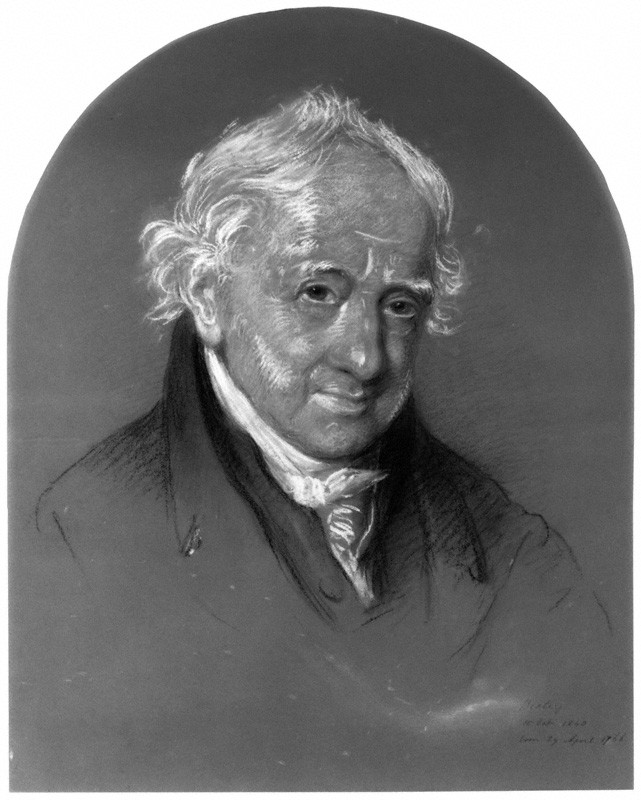
Nicholas Vansittart, Porträt von Georgiana Zornlin (1844)

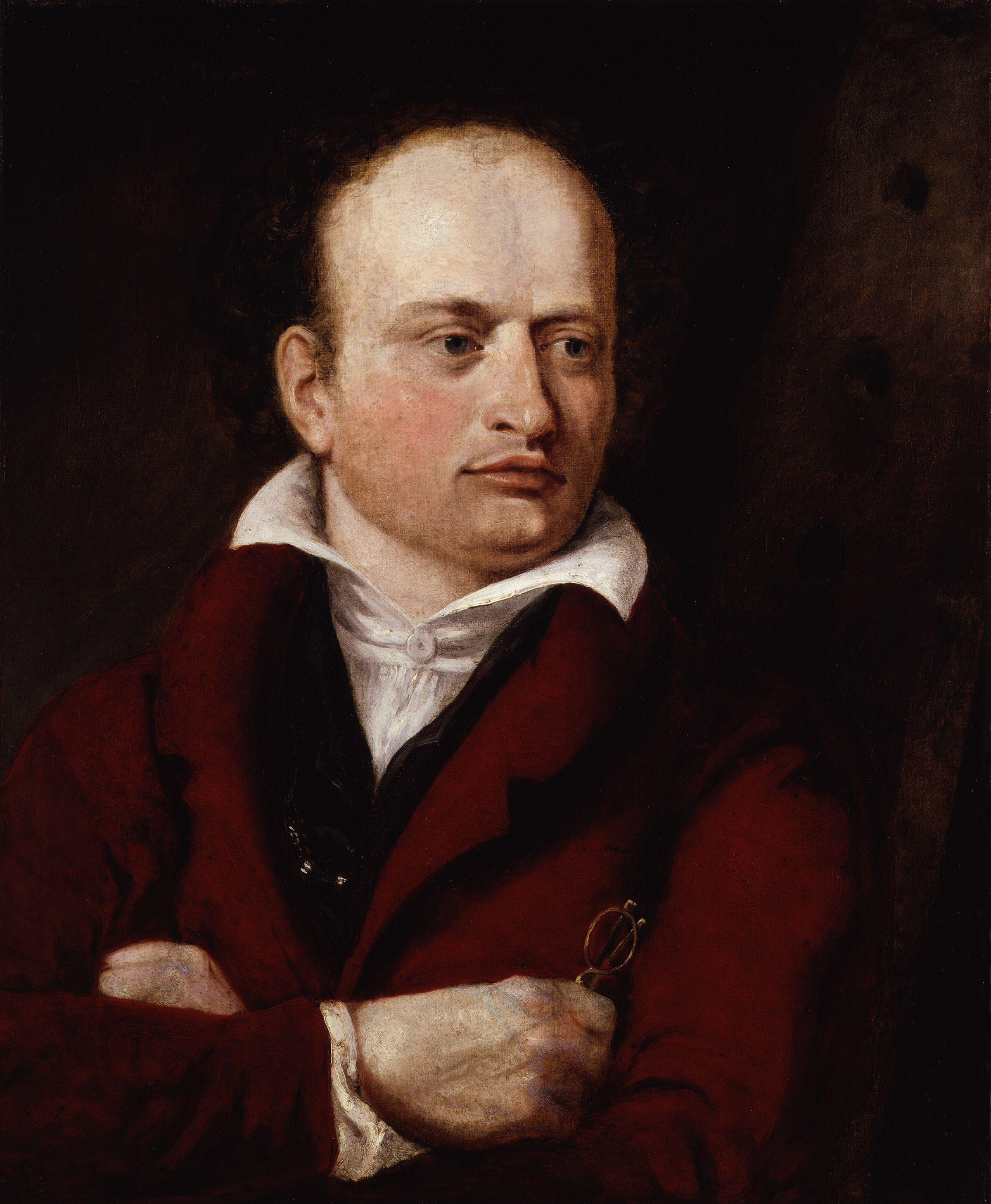
Benjamin Robert Haydon, Porträt von Georgiana Zornlin (1825)

Zornlin schrieb anonym die selber illustrierte Arbeit A Paper Lantern für Puseyites, eine unbeschwerte poetische Parodie auf die Oxford-Bewegung. Sie veröffentlichte auch Werke über die Urim und Thummim und Heraldik. William Jaggards Shakespeare Bibliography von 1911 verzeichnet drei Illustrationen von ihr für die Shakespeare Society.